# مجتبی شریعتی نیاسر
مجتبی شریعتی نیاسر (۱۳۳۴ در کاشان) استاد پردیس دانشکده‌های فنی دانشگاه تهران، معاون سابق آموزشی وزارت علوم، تحقیقات و فناوری ایران در دولت روحانی، و عضو هیئت موسس موسسه آموزش عالی سینا می‌باشد.
وی سابقه ریاست دانشگاه کاشان بین سال‌های ۱۳۷۷ تا ۱۳۸۱ بوده‌است و بعد از آن در دانشکده فنی فومن دانشگاه تهران سابقه ریاست دارد. دکتر شریعتی نیاسر
دارای کارشناسی مهندسی شیمی از دانشگاه کاردیف انگلستان و کارشناسی ارشد و دکترای مهندسی شیمی از دانشگاه منچستر انگلستان می‌باشد. با آغاز بکار دولت یازدهم و سرپرستی جعفر توفیقی، شریعتی نیاسر از گزینه‌های معاونت آموزشی وزارت علوم بود. بعد از آنکه استعفای جعفر میلی منفرد مورد موافقت محمد فرهادی قرار گرفت، در ۴ دی ۹۳ شریعتی نیاسر به عنوان معاون آموزشی وزارت علوم منسوب شد. وی برادر زاده حسن شریعتی نیاسر عضو جامعه مدرسین حوزه علمیه قم و نماینده مردم اصفهان در مجلس خبرگان رهبری است.